# Madeleine Dupont

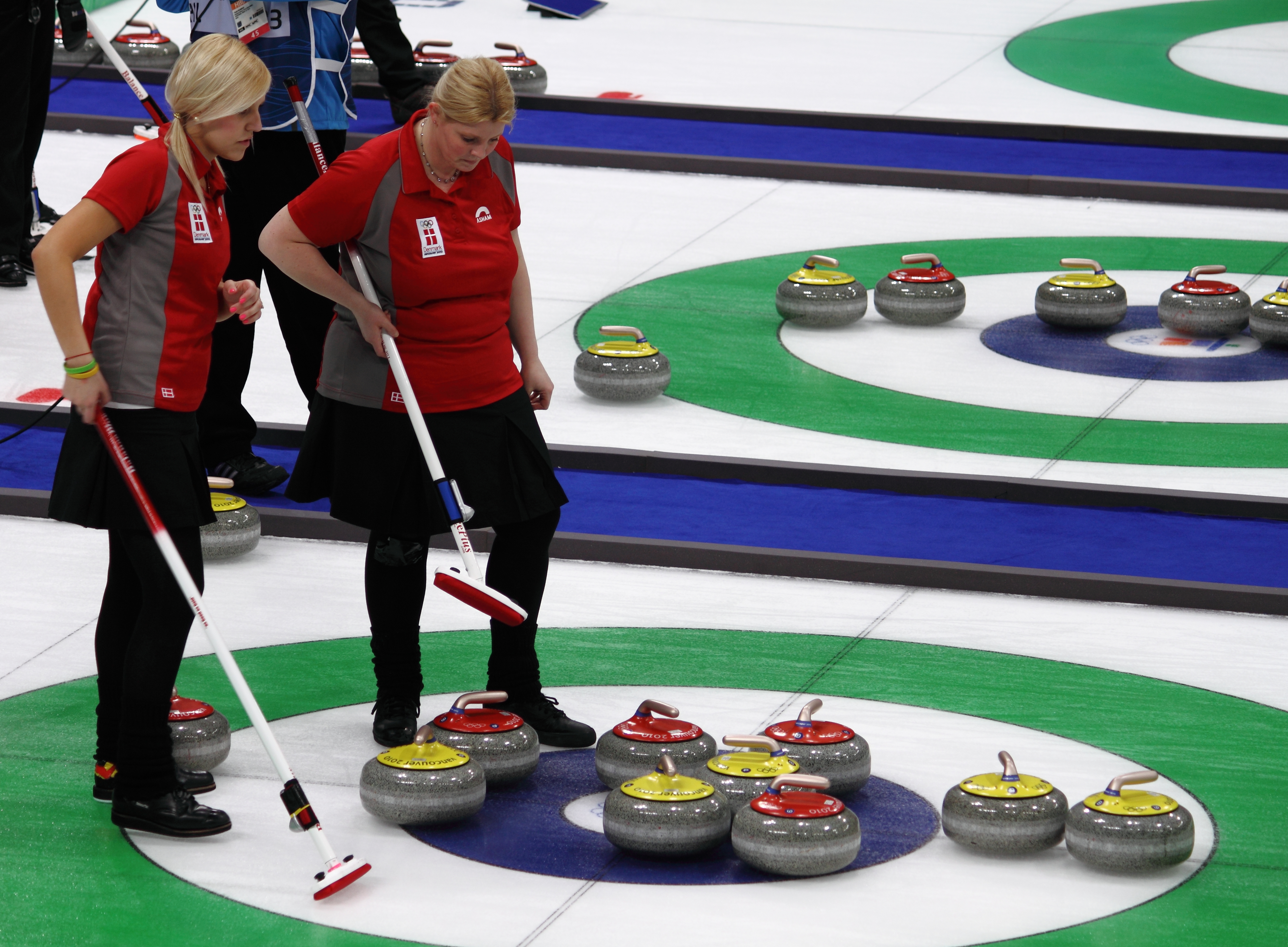
Madeleine Dupont (til vänster) och Angelina Jensen vid Vinter-OS 2010 i Vancouver

Madeleine Dupont, född den 26 maj 1987 i Glostrup, Danmark, är en dansk curlingspelare. Hon är en av de danska curlarna från Hvidovre. 
Dupont vann Frances Brodie-utmärkelsen 2004. Hon är lagkapten, skip, för det danska landslaget och har vid tre tillfällen tagit Danmark till världsmästerskap.
2010 var hon med i Danmarks landslag, skippat av Angelina Jensen, där hon spelade fjärde sten och tävlade bland annat mot Sverige i olympiska spelen som utspelades i området kring Vancouver, Kanada.
Curlaren Denise Dupont är hennes äldre syster.